# آي إيه آر-826
آي إيه آر-826 (بالإنجليزية: IAR 826)‏ هي طائرة زراعية، أحادية السطح. أنتجت في رومانيا. من صناعة الصناع ايرونوتيكا رومانا. كان أول طيران لها في 1973. دخلت الخدمة في 1970، صنع منها 13 طائرة.